# .sk
.sk là tên miền Quốc gia cấp cao nhất (ccTLD) của Slovakia. Được quản lý bởi SK-NIC a.s.. Việc đăng ký chỉ dành cho các công dân trong nước.
Trước khi chia cắt vào năm 1993, Quốc gia Tiệp Khắc trước đây sử dụng tên miền .cs.